# Johannes Schmoelling
Johannes Schmoelling (Lohne, 9 november 1950) is een Duits musicus. Hij bespeelt allerlei toetsinstrumenten.

## Loopbaan
Schmoelling begon op zijn achtste met pianolessen en werd toen hij veertien jaar was vaste organist bij de kerk in Delmenhorst. Hij studeerde aan de Universiteit van de Kunsten in Berlijn voor Tonmeister, een soort geluidsregisseur. Na zijn afstuderen ging hij werken in diverse theaters. In 1979 ontmoette hij Edgar Froese van Tangerine Dream, dat toen net Steve Jolliffe zag vertrekken. Schmoelling verving Baumann en speelde op diverse muziekalbums, soundtracks en tournees mee. Schmoelling zorgde voor wat meer melodie in de band. In 1985 verliet hij de band om een solocarrière op de bouwen, wat in het begin lukte, maar daarna verdween hij van het podium. Zo nu en dan komen nog albums van hem uit, die meestal muziek bevatten van zijn eerdere loopbaan. Zijn muziek komt uit op zijn eigen platenlabel Viktoriapark, waarvoor ook ander artiesten opnemen. In 2011 startte hij samen met Jerome Froese en Robert Waters de band Loom.

## Discografie
- Wuivend Riet (Erdenklang, 1986)
- The zoo of tranquillity (Theta, 1988)
- Der Zaubergeiger Settembrini (hoorspel met Martin Burckhardt) (Deutsche Grammophon, 1989)
- White out (Polydor, 1990)
- Lieder ohne Worte - Songs No Words (Erdenklang, 1995)
- The zoo of tranquillity (Erdenklang, 1998, heruitgave met twee bonustracks)
- White out (Viktoriapark, 2000, heruitgave)
- Laufen (met Dirk Josczok) (Viktoriapark, 2002)
- Recycle or die (Viktoriapark, 2003)
- Weltmärchen - Weltmusik (2-CD) (zus. m. Hubertus von Puttkamer) (Viktoriapark, 2004)
- Kyoto (met Edgar Froese onder de naam Tangerine Dream) (Eastgate, 2005)
- Instant city (Viktoriapark, 2006)
- Images and memory (2-CD) (Viktoriapark, 2007)
- Early Beginnings (Viktoriapark, 2008)
- A thousand times (2009)
- The zoo of tranquillity (2010; nieuwe heruitgave)
- Time and tide (2011)
- Diary of a common thread (2017)
- The immortal tourist (2018) (met Rob Waters)
- Zeit unendlich (2019) (met Rob Waters)
- Iconic (2020) (met Rob Waters en Kurt Ader) onder groepsnaam S-A-W
- 20 (2020, zie onder)
  - In december 2020 vierde zijn platenlabel Vikoria Records haar twintigjarig bestaan. Ter viering daarvan werd de ep 20 uitgebracht. Hierop in Schmoelling te horen in vier nieuwe tracks:[2]
  - tracks: 1: Mountain blue (7:32), samen met Jonas Behrens, 2: Kaleidoscope (8:27), samen met Kurt Ader, 3:The stumble (4:39), samen met Jonas Behrens, 4: Ancient ride (9:19), samen met Lambert Ringlage eigenaar van Spheric Music, die de distributie verzorgt voor Viktoriapark
- 21 (2021)
- Iter meum (2022)
- Hydragate (2023 met S.A.W.)

- Gemeinsame Normdatei: 134513169
- International Standard Name Identifier: 0000 0000 5547 7368
- Library of Congress Control Number: no98022142
- MusicBrainz: 761e3ff1-7b7e-4ff7-86c9-9ee06d5ecfb3
- Nationale Bibliotheek van Polen: a0000002797491
- Virtual International Authority File: 46374421
- WorldCat: E39PBJwHgk97j6hTrfwC3rv8md